# Welterbe in Grenada

Grenada ist der Welterbekonvention 1998  beigetreten. Bislang (Stand 2016) wurde noch keine Stätte in Grenada in das UNESCO-Welterbe aufgenommen.

## Tentativliste
In der Tentativliste sind die Stätten eingetragen, die für eine Nominierung zur Aufnahme in die Welterbeliste vorgesehen sind.  
Derzeit (2016) sind drei Stätten in der Tentativliste von Grenada eingetragen, die letzte Eintragung erfolgte 2013. Die folgende Tabelle listet die Stätten in chronologischer Reihenfolge nach dem Jahr ihrer Aufnahme in die Tentativliste (K – Kulturerbe, N – Naturerbe, K/N – gemischt).
| Bild                                 | Bezeichnung                          | Jahr | Typ | Ref. | Beschreibung |
| ------------------------------------ | ------------------------------------ | ---- | --- | ---- | --- |
| Historischer Bezirk von St. George’s | Historischer Bezirk von St. George’s | 2004 | K   | 1924 | Historische Kernstadt von St. George’s, der Hauptstadt des karibischen Inselstaates Grenada, um den Carenage, das innere Hafenbecken, einst der Ort des Kielholens (franz.: carénage) |
| Befestigungsanlagen von St. George’s | Befestigungsanlagen von St. George’s | 2004 | K   | 1926 | |
| (weitere Bilder)                     | Inselgruppe der Grenadinen           | 2013 | K/N | 5845 | grenzüberschreitende Kandidatur mit St. Vincent und die Grenadinen, umfasst in Grenada die elf Inseln Petite Martinique, Petite Tobago, Carriacou, Saline Island, Frigate Island, Large Island, Diamond Island, Les Tantes, Ronde Island, Caille Island und London Bridge Die zu Grenada gehörenden Inseln standen bereits 2004–2013 als nationaler Vorschlag für das Naturerbe auf der Tentativliste (Ref. 1925) |